# Lissonoschema fasciatum
Lissonoschema fasciatum là một loài bọ cánh cứng trong họ Cerambycidae.